# Фаєттвілл (Іллінойс)
Фаєттвілл (англ. Fayetteville) — селище (англ. village) в США, в окрузі Сент-Клер штату Іллінойс. Населення — 302 особи (2020).

## Географія
Фаєттвілл розташований за координатами 38°22′40″ пн. ш. 89°47′50″ зх. д. / 38.37778° пн. ш. 89.79722° зх. д. (38.377813, -89.797089).  За даними Бюро перепису населення США в 2010 році селище мало площу 0,83 км², з яких 0,83 км² — суходіл та 0,00 км² — водойми. В 2017 році площа становила 0,77 км², з яких 0,77 км² — суходіл та 0,00 км² — водойми.

## Демографія
Згідно з переписом 2010 року, у селищі мешкало 366 осіб у 142 домогосподарствах у складі 104 родин. Густота населення становила 439 осіб/км².  Було 157 помешкань (189/км²).
Расовий склад населення:
| - 94,3 % — білих - 0,3 % — корінних американців - 0,3 % — азіатів - 4,1 % — осіб інших рас |

До двох чи більше рас належало 1,1 %. Частка іспаномовних становила 6,0 % від усіх жителів.
За віковим діапазоном населення розподілялося таким чином: 20,5 % — особи молодші 18 років, 66,4 % — особи у віці 18—64 років, 13,1 % — особи у віці 65 років та старші. Медіана віку мешканця становила 40,5 року. На 100 осіб жіночої статі у селищі припадало 106,8 чоловіків;  на 100 жінок у віці від 18 років та старших — 115,6 чоловіків також старших 18 років.
Середній дохід на одне домашнє господарство  становив 54 931 долар США (медіана — 46 500), а середній дохід на одну сім'ю — 63 195 доларів (медіана — 55 000). Медіана доходів становила 37 917 доларів для чоловіків та 30 208 доларів для жінок. За межею бідності перебувало 11,0 % осіб, у тому числі 20,3 % дітей у віці до 18 років та 0,0 % осіб у віці 65 років та старших.
Цивільне працевлаштоване населення становило 194 особи. Основні галузі зайнятості: виробництво — 22,7 %, освіта, охорона здоров'я та соціальна допомога — 17,5 %, роздрібна торгівля — 16,0 %.